# Phenacoccus pauculus
Phenacoccus pauculus är en insektsart som beskrevs av De Lotto 1964. Phenacoccus pauculus ingår i släktet Phenacoccus och familjen ullsköldlöss.
Artens utbredningsområde är Uganda. Inga underarter finns listade i Catalogue of Life.